# Colostethus panamansis
Colostethus panamansis е вид жаба от семейство Дърволази (Dendrobatidae). Видът не е застрашен от изчезване.

## Разпространение
Разпространен е в Колумбия и Панама.